# NGC 2434
NGC 2434 في الفهرس العام الجديد، هي مجرة، تقع في كوكبة السمكة الطائرة. اكتشفت في 23 ديسمبر 1834 بواسطة جون هيرشل.

## روابط خارجية
- NGC 2434 على موقع ويكي سكاي: DSS2, SDSS, GALEX, IRAS, Hydrogen α, X-Ray, Astrophoto, Sky Map, Articles and images